# José Antonio Gurriarán
José Antonio Gurriarán López (El Barco de Valdeorras, 7 de julio de 1938-Madrid, 31 de marzo de 2019) fue un periodista y escritor español.

## Biografía
En su localidad natal vivió su infancia y primera juventud y se inició como periodista, con esporádicas colaboraciones en el periódico Sil y en la emisora Ondas del Sil. Fue a Salamanca a estudiar preuniversitario, y a Madrid a estudiar periodismo y derecho. Realizó sus primeros trabajos periodísticos en la agencia Hispania Press: página de Madrid La Noche —reportajes escritos y radio—. Ingresó en el diario El Alcázar, donde fue redactor de sucesos, jefe de sección y enviado especial en lugares diversos, de España y del extranjero: viajes del papa Pablo VI a Fátima y Pomezia, la India —donde entrevistó a Indira Gandhi e hizo varios reportajes por el país—, Nueva York, Dallas, Fort Worth, Texas: investigación sobre la muerte de John F. Kennedy, entrevistó a los asesores del presidente asesinado, a su sustituto Lyndon B. Johnson, a Marina Oswald, al sheriff Bill Decker, etc.
Pasó por Teleradio ―artículos y entrevistas― y por La Semana dirigida por Jesús María Zuloaga, cuando era revista de información: realizó entrevistas a Salvador Dalí, a los duques de Windsor, a Jacqueline Kennedy, etc. Después de año y medio como director de El Diario Montañés ingresó en el diario Pueblo como redactor jefe; será después subdirector y director y cubrirá diferentes acontecimientos mundiales: entrevistas con Neil Armstrong —el primer hombre que pisó la Luna—, Juan Domingo Perón —expresidente argentino—, Diego Maradona —futbolista argentino—, Jean-Paul Belmondo —actor francés—, etc. Fue también director de la edición española de la publicación internacional Revista de Geografía Universal, presentada en Madrid el 23 de diciembre de 1976.
En Televisión Española ocupó cargos directivos, hizo viajes a las repúblicas iberoamericanas, la Unión Soviética, Europa, y entrevistas y reportajes: primera entrevista a Felipe de Borbón, cuando el príncipe de Asturias estudiaba en Lakefield, Canadá, a los presidentes chilenos Eduardo Frei y Ricardo Lagos, y al presidente argentino Raúl Alfonsín.

### La bomba
El 27 de noviembre de 1980, cuando Gurriarán salía del edificio del diario Pueblo, pensaba ir a ver una película de Woody Allen con su esposa y mientras caminaban por la Gran Vía de Madrid, oyó una gran explosión. Con curiosidad y afán profesional se acercó para verlo: había estallado la fachada de Swissair. Entró entonces en una cabina de teléfono cercana para llamar a un compañero fotógrafo de su periódico y en ese momento estalló otra bomba, pero a sus pies. Hubo nueve heridos, entre ellos Gurriarán.
Todavía en el hospital ―donde luchó para salvar sus piernas― comenzó a leer libros y materiales sobre el caso y la historia de los armenios. Tan pronto como salió del hospital, Gurriarán quiso conocer a quienes habían perpetrado el atentado.
Un año después, en 1982, en Líbano, encontró a los líderes del ESALA (Ejército Secreto Armenio para la Liberación de Armenia) y se reunió con ellos. Los militantes tenían cubiertos sus rostros con pasamontañas y nunca abandonaron los fusiles Kaláshnikov durante toda la entrevista. El periodista le dio un regalo ―un libro del pacifista estadounidense asesinado Martin Luther King― al líder del grupo armenio, para que pensara en el camino que había elegido. La bomba, que fue traducido al armenio y al francés, tuvo gran repercusión internacional. En mayo de 2015 el director de cine Robert Guédiguian presentó en el Festival de Cannes la película Une histoire de fou [Una historia de locos], basada en este libro.

### Corresponsal por el mundo
Tras ocho años como corresponsal de TVE en Lisboa, entró en la Radio y Televisión de Andalucía (RTVA) como director de Informativos y será nombrado, después, director de una segunda cadena que él creó; fundó el espacio Andalucía directo, contrató a Jesús Quintero —que llevaba años alejado de la pantalla—; hizo un informativo que presentaba, por vez primera, una ciega: Nuria del Saz. Como periodista y minúsválido se sintió especialmente orgulloso del fichaje: del Saz continuó con notable éxito su función durante muchos años después del nombramiento.
Cansado del trabajo de despacho, pidió ir como corresponsal a la delegación vacante de Bruselas, que desempeñó durante cuatro años. Visitó los 25 países miembros, cubrió el Parlamento Europeo de Estrasburgo, los consejos de ministros de Luxemburgo, las cumbres comunitarias y cuantos viajes pudo de la troika comunitaria —presidente en funciones de la Unión Europea, de la Comisión Europea y responsable de la política exterior— y viajó con ellos de India a Pakistán, de Siria a Líbano, de la antigua Yugoslavia a Estonia, de Afganistán a la República Checa, etc. El clima bruselense, aliado con las secuelas de la bomba, le crean problemas de salud y, tras diecisiete años, regresa a Madrid, en donde vivió hasta su muerte.

## En televisión

### TVE
- director adjunto a la Dirección de los Servicios Informativos
- director del telediario de la Segunda Cadena, presentado por Joaquín Arozamena
- director del telediario Fin de Semana, presentado por Luis Carandel
- secretario general TVE
- jefe de prensa de TVE
- corresponsal de TVE en Lisboa

### Canal Sur TV
- director de los Servicios Informativos
- fundador y director de la Segunda Cadena
- director y presentador del programa de entrevistas Contrapunto
- corresponsal de la RTVA en Bruselas.

### Radio
- corresponsal de RNE en Lisboa
- colaborador de Las mañanas de Radio 1 (de Alejo García).
- colaborador de Las tertulias (de Luis del Olmo).
- corresponsal de Canal Sur Radio en Bruselas

### Prensa
- director de Pueblo ( hasta su cierre en 1984)
- director de El Socialista Clandestino
- director El Diario Montañés de Santander
- director Adjunto del último Arriba
- director Revista Geografía Universal, edic. española
- redactor de Teleradio y Semana.
- colaborador del diario Madrid (página «Madrid, la noche»).
- redactor y jefe de sección de El Alcazar
- redactor y jefe de sección de Nuevo Diario.

## Libros publicados
- La India, mundo aparte (Ediciones Joker).
- 1972: ¿Caerá Allende? (editorial Dopesa): la difícil experiencia del socialismo democrático, en un Chile rodeado de dictaduras y con problemas internos y externos, con entrevistas con Allende y sus ministros y los líderes de la oposición del país andino.
- 1974: Evasión (editorial Busma, y CVS): entrevista con Victoriano Corral, alias Julián el Loco, el “Papillón español”, acerca del ambiente que le rodeaba y condujo a la cárcel y sus 27 fugas de ellas.
- 1985: Chile, el ocaso del general (editorial El País Aguilar): el referéndum que dejó a Augusto Pinochet sin la presidencia. El nombre parafrasea el título de una novela de Gabriel García Márquez, pero en Internet se la puede encontrar como El caso del general.
- 1982: La bomba, un no rotundo a la destrucción y a la muerte y un viva a la vida (Editorial Planeta): el autor busca por Francia, Estados Unidos, Alemania y Líbano a los tres miembros del Ejército Secreto para la Liberación de Armenia que colocaron una bomba en una cabina de la madrileña Plaza de España y le dejaron malherido). El libro "La Bomba" fue reeditado en Armenia (2010-Sirar Ediciones) y en Francia(2015-Editions Thaddée). Actualmente existe una edición renovada y en español.
- 1998: Lisboa, ciudad inolvidable (editorial Límite Visual), guía cultural de 400 páginas, presentada en el Ayuntamiento de Lisboa por su alcalde, prologada por el entonces presidente Mario Soares y guía semioficial de la Expo 98.
- 2000: El rey en Estoril (editorial Planeta, y Edições Dom Quixote, Portugal): la infancia y juventud de don Juan Carlos en el exilio portugués, a través de su familia, amigos y vecinos, con documentos y datos de la época en que Estoril era un nido de espías alemanes y aliados, las relaciones de la familia real española con el dictador Salazar, con el embajador Nicolás Franco y con el propio Francisco Franco.
- 2009: Armenios, el genocidio olvidado (Espasa Calpe), su segundo libro sobre Armenia, que en 2010 publica en ruso la editorial Symposium, de San Petersburgo.[6][7]
- 2014: Goya: Pasión y Muerte (amazon.com) Centrado en el triángulo Goya-Cayetana de Alba-la Inquisición el libro es una biografía novelada de los hechos más oscuros y sorprendentes en la vida del pintor real español, contada por éste a Gerard, un zagal de la diligencia de Burdeos-Bayona que habla la lengua de signos. Con él rompe su silencio de sordo profundo y entabla amistad de 1824 a1828, sus años de exilio en Francia. Las diligencias son el hilo conductor del relato. Por los asientos de sus berlinas, y al otro lado de sus ventanillas, desfilan los amores apasionados de Francisco de Goya y la XIII duquesa de Alba en Andalucía y Madrid, la muerte misteriosa de esta, las sospechas de su envenenamiento y el encargo de Carlos III a Godoy de una comisión investigadora.
- 2015: As Mulleres do Monte (Galaxia). Primer y único libro del autor editado en gallego. Se trata del resultado de la pesquisa e investigación de varios años sobre la época de la postguerra civil española y los recuerdos del propio autor durante su infancia en Galicia, más concretamente en su pueblo, El Barco de Valdeorras. José Antonio Gurriarán nos cuenta, a través de sus personajes con nombres y apellidos, lo que pasó con algunas mujeres que fueron torturadas, perseguidas y que tuvieron que huir al monte y juntarse con los "maquis".